# Ахундзаде, Джангир
Джанги́р Сале́х оглы Ахундзаде́ (азерб. Axundzadə Cahangir Saleh oğlu, 1904, Сальян, Бакинская губерния — 21 апреля 1938) — cекретарь ЦК Азербайджанской КП(б). Входил в состав особой тройки НКВД СССР.

## Биография
Родился в 1904 году в городе Сальяны Бакинской губернии Российской империи. В 1923 году вступил в члены Коммунистической партии Азербайджанской ССР. Вся его трудовая деятельность была связана с работой в партийных структурах. В 1934 году избирался с правом решающего голоса делегатом «Съезда победителей» — XVII съезда ВКП(б).
Заведующий отделом пропаганды и агитации ЦК АКП(б). В 1936—1937 годах работал секретарём ЦК Азербайджанской КП(б).
В июле-октябре 1937 года, по предложению Мир Джафара Багирова, первого секретаря ЦК КП Азербайджанской ССР, входил в состав особой тройки НКВД Азербайджанской ССР, созданной по решению Политбюро ЦК ВКП(б) № П51/206 от 10.07.37 и приказу НКВД СССР от 30.07.1937 № 00447. Активно участвовал в сталинских репрессиях.
В октябре 1937 года арестован. 17 октября 1937 года в этой связи исключен из партии по политическим обвинениям (принадлежность к контрреволюционной террористической организации). Включен в «Сталинский расстрельный список» от 19.04.1938 (Москва-центр, Кат.1). Осужден выездной сессией Военной коллегии Верховного Суда СССР 21 апреля 1938 года к высшей мере наказания по статьям 58-8 и 58-11 УК РСФСР, и расстрелян в тот же день.
Определением ВКВС СССР от 18 июля 1956 года реабилитирован (посмертно).